# Stefanie Bock

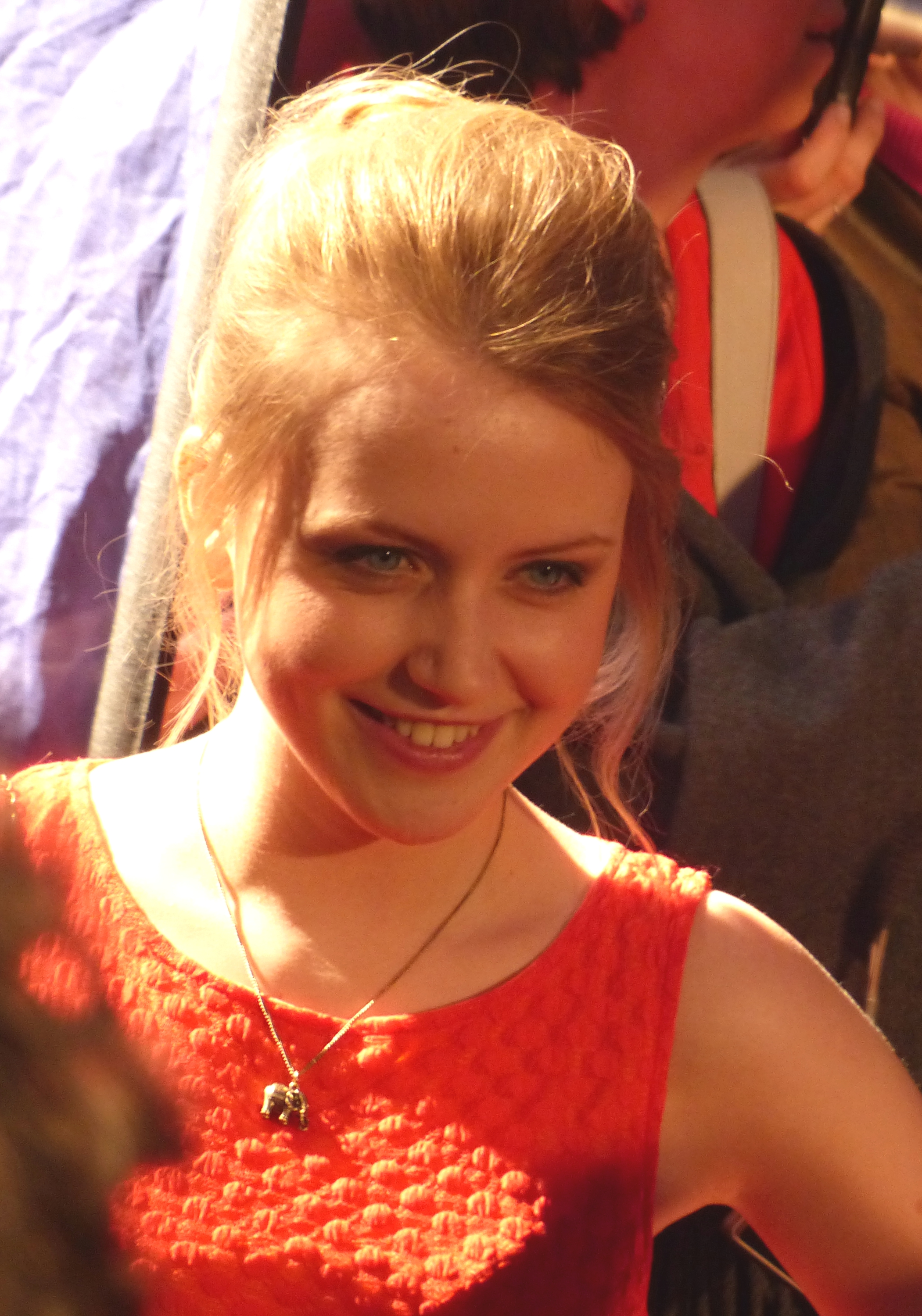
Stefanie Bock auf der Jubiläumsfeier zu 18 Jahren Verbotene Liebe in Düsseldorf (2013)

Stefanie Bock (* 14. August 1988 in Arnstadt, Bezirk Erfurt, DDR) ist eine deutsche Schauspielerin.

## Leben
Stefanie Bock wuchs in Erfurt, Ulm und Euskirchen bei Köln auf. Nach dem Abitur absolvierte sie von August 2008 bis Juli 2011 eine Schauspiel-, Gesangs-, Tanz- und Musicalausbildung an der Stage School Hamburg.
Nach ersten Musicalerfahrungen während der Ausbildung war Bock 2011 bis 2013 in der ARD-Serie Verbotene Liebe in der Rolle der Leonie Richter zu sehen. Anschließend sammelte sie weitere Erfahrungen, unter anderem bei ihrem ersten Kinofilm-Dreh für What you want is gone forever. 2015 spielte sie die Rolle der Lulu in dem Kurzfilm Fishystory. Seither folgten weitere Rollen für Film und Fernsehen, zuletzt 2019 im Film Mein Lotta-Leben – Alles Bingo mit Flamingo!.
Für das Boulevardtheater Dresden steht Stefanie Bock seit 2013 auf der Bühne. Dort ist sie seither in zahlreichen Rollen zu sehen, unter anderem als die junge Sophie in Die Fete endet nie, das Schneewittchen in Schneewittchen und die 7 Zwerge und als Gräfin Cosel in Barock me, Gräfin Cosel.
Seit 2014 ist Bock in der Vorschulserie KiKANiNCHEN als Anni zu sehen, welche in Erfurt gedreht wird. In dieser Reihe sind bisher folgende CDs erschienen: Die Welt ist bunt (Musik), Mein Geschichtenkissen – Das Kikaninchen Hörspiel, Die Mischung macht’s (Musik) sowie der Kikaninchen Party Mix.
Weitere Tonträger mit ihr als Sprecherin kamen dazu und 2020 erschien das Hörspiel Die älteste Geschichte der Welt mit ihr als Anita auf Spotify.
Bock lebt in Köln.

## Filmografie
- 2001: Vorsicht Falle! (Fernsehserie, 1 Folge)
- 2011–2013: Verbotene Liebe (Fernsehserie, 260 Folgen)
- seit 2014: KiKANiNCHEN
- 2015: Bettys Diagnose (Fernsehserie, 1 Folge)
- 2015: The Butcher: Vol. Zero (Kurzfilm)
- 2015: What You Want Is Gone Forever
- 2015: Fishystory (Kurzfilm)
- 2016: Zoo ohne Tiere (Webserie)
- 2017: Der Sukkubus (Kurzfilm)  | Regie: Jonas Bongard
- 2017: Fix & Fertig (Webserie)
- 2017: SOKO Köln (Fernsehserie, 1 Folge, Regie: Florian Schott)
- 2018: Die Spezialisten - Im Namen der Opfer (Fernsehserie, 1 Folge)
- 2018: Autismus (Kurzfilm) | Regie:  Ireen Bernhard
- 2018: Deborah (Webserie) | Regie: Joseph Bolz
- 2018: WeinStein (Kurzfilm) | Regie: Christian Ludwig
- 2019: Mein Lotta-Leben – Alles Bingo mit Flamingo! | Regie: Neele Leana Vollmar

## Theater
- 2010: Judy – Robin Hood | Theater das Sternenzelt
- 2010: Lady Grille – Once Upon a Mattress
- 2010: Sporti – Zellchen und seine Freunde
- 2013: Das singende, klingende Bäumchen | Prinzessin Tausendschön | Boulevardtheater Dresden
- seit 2015: Schneewittchen und die 7 Zwerge | Schneewittchen | Boulevardtheater Dresden
- seit 2015: Die Fete endet nie … | Sophie jung, Lydia | Boulevardtheater Dresden
- 2017–2019: Gebrüder Grimm – Am Anfang aller Märchen | Ruth Käppler | Boulevardtheater Dresden
- 2018: Sherlock Holmes und die Schnecken von Eastwick | Lady Blackbird | Boulevardtheater Dresden
- 2019: Charleys Tante | Katie Verdun | Boulevardtheater Dresden
- 2019: Familie Bernd Seifert | Linda Seifert | Boulevardtheater Dresden
- seit 2019: Barock Me, Gräfin Cosel  | Gräfin Cosel/Luise | Boulevardtheater Dresden
- 2020: Die Legende vom heißen Sommer | Nina | Boulevardtheater Dresden
- 2020: Azzurro – Wie zähme ich einen Italiener? | Gloria | Boulevardtheater Dresden
- 2020: Je oller, je doller – Die Travestie Theatershow  | Ruth Käppler | Boulevardtheater Dresden
- seit 2022: Mädelsabend | Hannah | Boulevardtheater Dresden

## Sprecherin/Sängerin
- 2015: Mein Geschichtenkissen – Das Kikaninchen Hörspiel | Karussell / Universal Music
- 2015: Die Welt ist bunt | Karussell / Universal Music
- 2016: Sieh es mit meinen Augen | Piepmatz
- 2017: Die Mischung machts | Karussell / Universal Music
- 2019: Die älteste Geschichte der Welt | Hystereo
- 2020: Kikaninchen Party Mix | Karussell / Universal Music